# Битва за Роботине
Битва за Роботине розпочалася після початку контрнаступу Збройних сил України 8 червня 2023 року.

## Передумови
6 березня 2022 року російські війська захопили село.

## Перебіг подій
22 липня 2023 року Генеральний штаб ЗСУ повідомив, що українські війська просунулись в напрямку Роботиного і закріплються на зайнятих територіях.
26 липня ЗСУ прорвали оборону російських окупантів біля Роботиного. Втім, на думку німецького експерта Тома Купера, ця перемога була пірровою: 118 ОМБр через помилку підійшла занадто близько до російських позицій і зазнала важких втрат, що склали 4-5 підбитих танків Т-72, 13-15 БМП та БТРів і майже цілу роту особового складу.
31 липня українські війська просунулись вглиб російських позицій.
4 серпня українські війська відбили російські атаки в напрямку Роботиного.
8 серпня сили оборони України продовжували ведення наступальної операції у напрямку села.
10 серпня українські війська ввійшли в межі Роботиного і закріплювались на зайнятих позиціях.
15 серпня ЗСУ прорвали оборону російських військ, і закріплювались на звільнених територіях.
17 серпня українські війська відбили атаки російських окупантів і зайшли в центр Роботиного.
17—20 серпня російські війська почали відходити з села.
20 серпня українські війська зайняли центр Роботиного і закріплювались на звільнених рубежах.
21 серпня російські намагалися повернути втрачені позиції біля села.
22 серпня Генеральний штаб ЗСУ підтвердив, що бійці 47 ОМБр після двох місяців запеклих боїв вибили російських окупантів з Роботиного, прорвавши першу лінію оборони російських окупаційних військ. Водночас на околицях села ще перебували окупанти.
Бійці ЗСУ почали евакуацію цивільного населення зі звільненої частини села.
23 серпня українські війська підняли прапор України в південній частині села.
24 серпня Роботине було повністю звільнене від російської окупації.
3 вересня бригадний генерал Олександр Тарнавський заявив, що Сили оборони України прорвали першу лінію оборони, на яку російські окупанти витратили найбільше ресурсів і очікували, що українські війська не зможуть її прорвати. На його думку, подальше просування очікується швидшим.
21 вересня стало відомо, що біля Роботиного (у напрямку на Вербове Пологівського району) українська піхота та бронетехніка прорвали другу лінію оборони, так звану «лінію Суровікіна». Пізніше це підтвердив бригадний генерал Олександр Тарнавський.
26 грудня 2023 російські війська відбили Вербове, українські війська відійшли на попередні позиції.
15 лютого 2024 речник ОСУВ «Таврія» Дмитро Лиховій повідомив що за останні кілька днів або тижнів Росія сконцентрувала на Оріхівському напрямку угруповання, яке за розмірами більше ніж Авдіївське.
Станом на першу половину 2024 року внаслідок запеклих боїв з російськими військами село було вщент знищено.
Як мінімум з березня 2024 року 141-ша піхотна бригада бере участь в обороні населеного пункту.
Станом на літо 2025 року Роботине майже повністю під контролем російських військ.